# Vareš
Vareš (serbokroatisch-kyrillisch Вареш) ist eine Verbandsgemeinde in Bosnien und Herzegowina, in der Föderation Bosnien-Herzegowina. Vareš liegt unweit von Sarajevo im südwestlichen Teil des Kantons Zenica-Doboj, inmitten einer Mittelgebirgsregion mit Höhen bis zu 1.500 Metern.

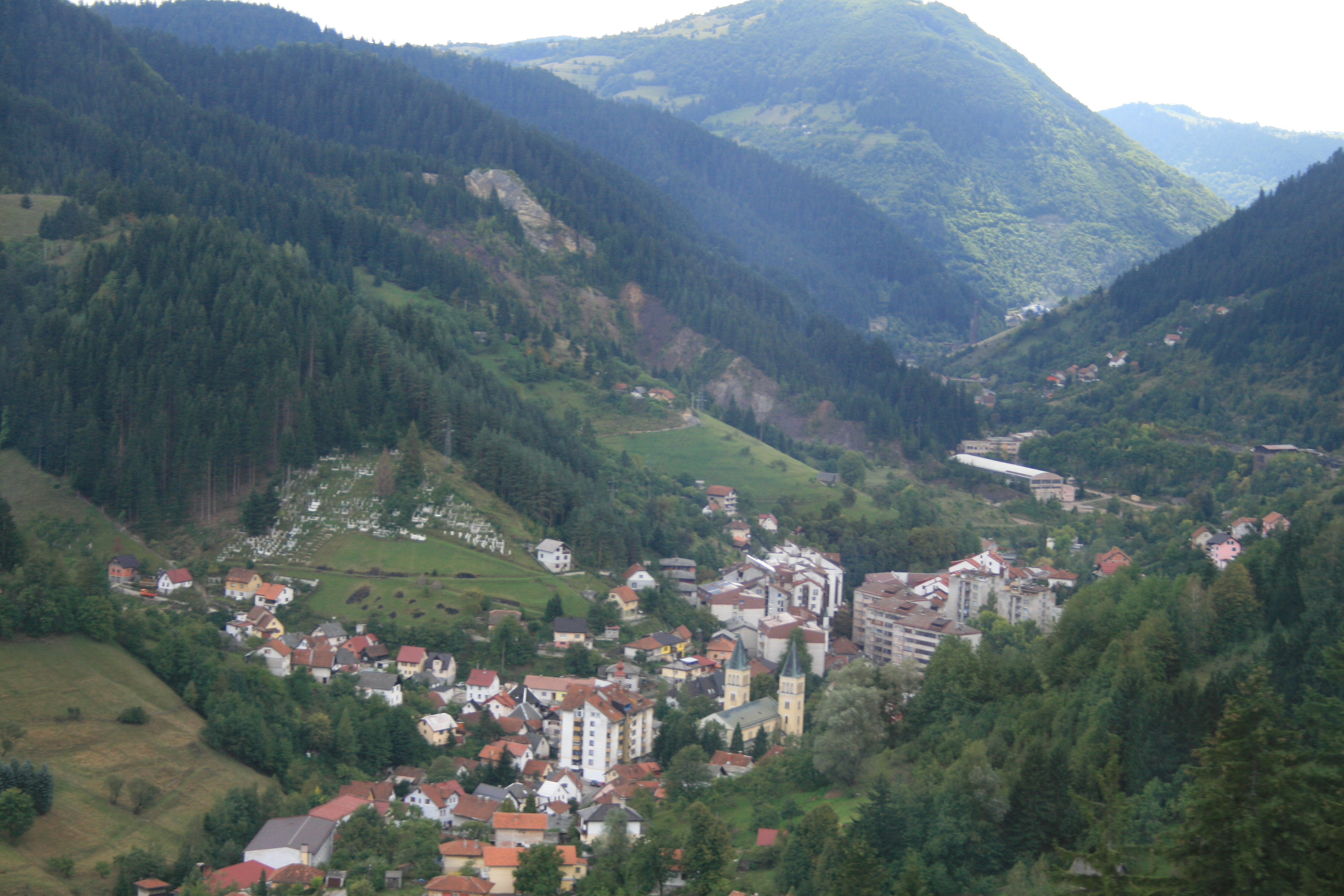
Vareš

Zentren der Besiedlung sind die Ortschaften Vareš (830 Meter über Meer) und Vareš-Majdan im westlichen Teil der Gemeinde. Daneben gibt es zahlreiche kleinere Dörfer und Weiler, verteilt auf das gesamte Gemeindegebiet.
Die vor dem Bosnienkrieg wirtschaftlich aufblühende Stadt liegt jetzt wirtschaftlich am Boden, zum Teil durch die Stilllegung der Kupfer- und Eisenerzbergwerke, zum Teil durch den Krieg und zum Teil durch die ethnischen Konflikte zwischen katholischer und muslimischer Bevölkerung und die Sanktionen durch die internationale Staatengemeinschaft in der Nachkriegszeit.

## Bevölkerung
Laut der letzten Volkszählung vor dem Bosnienkrieg hatte die Gemeinde Vareš im Jahr 1991 insgesamt 22.203 Einwohner. Davon bezeichneten sich 9.016 als Kroaten (40,6 %), 6.714 als Muslime (30,2 %; heute Bosniaken), 3.644 als Serben (16,4 %) und 2.829 als Angehörige anderer Gruppen, v. a. Jugoslawen. Auch aufgrund der im Ort ansässigen Industrie war die Bevölkerung ethnisch gemischt und keine Gruppe stellte die absolute Mehrheit.
Der Krieg brachte in vielen Gemeinden eine Veränderung der Mehrheitsverhältnisse mit sich, so auch in Vareš. Insgesamt sank die Bevölkerungszahl bis zur Volkszählung 2013, der ersten nach dem Krieg, auf 8.919, und damit weniger als die Hälfte. Heute hat die Gemeinde eine bosniakische Mehrheit; serbische Einwohner hat die Gemeinde dagegen kaum noch.

### Volkszählung 2013
- gesamt: 8.919
- 5.447 Bosniaken (61,3 %)
- 2.820 Kroaten (31,7 %)
- 189 Serben (2,1 %)
- 436 Andere (4,9 %)

In der eigentlichen Stadt waren es 2.919 Einwohner, davon:
- 1.339 Bosniaken (45,9 %)
- 1.254 Kroaten (43,0 %)
- 71 Serben (2,4 %)
- 253 Andere (8,7 %)

Die Bevölkerung in Vareš setzt sich überwiegend aus Flüchtlingen der umliegenden Dörfer zusammen. In den 2000er Jahren kehrten jedoch vermehrt vertriebene kroatische Einwohner aus Kroatien nach Vareš zurück. Dennoch sank die Gesamteinwohnerzahl bis 2013 auf unter 10.000.

## Wirtschaft
Im Jahr 2024 eröffnete die britische Bergbaufirma Adriatic Metals nach 7 Jahren Bauzeit und 250 Mio.$ Investitionsvolumen ein Silberbergwerk. Im Zuge dessen ist es zu einem bedeutenden Wirtschaftsaufschwung in der Stadt und der Gemeinde gekommen. So konnte laut dem Bürgermeister Zdravko Marošević die Arbeitslosigkeit in der Stadt halbiert werden. Die Mine beschäftigt rund 300 Angestellte und es werden jährliche Exporte von bis zu 430 Mio. $ in die Europäische Union erwartet. Es wird erwartet, dass jährlich 800.000 Tonnen an Mineralien gefördert werden können. Die Investition macht rund 25 % aller ausländischen Direktinvestitionen in Bosnien-Herzegowina aus. Expertenschätzungen gehen von bis zu 22,5 Mio. Tonnen Erzvorkommen aus. Perspektivisch soll die Mine bis zu 2 % zum bosnisch-herzegowinischen BIP beitragen.

## Verkehr
Eine heute normalspurige Schleppbahn Podlugovi – Vareš verbindet das Eisenwerk Vareš mit der Station Podlugovi an der Bahnstrecke Šamac–Sarajevo. Die 24,7 Kilometer lange Stichlinie war im Eigentum der Varešer Eisenindustrie-Aktiengesellschaft und diente hauptsächlich dem Abtransport des Eisens. Daneben verkehrten auch Personenzüge. Am 14. Dezember 2023 wurde die Strecke auf Betreiben der Adriatic Metals, die Inhaberin der Konzession des Silberbergwerkes ist, nach umfassender Instandsetzung wiedereröffnet.

## Söhne und Töchter der Stadt
- Milo Cipra (1906–1985), Komponist
- Mladen Drijenčić (* 1965), Basketball-Trainer